# 5218 Kutsak
5218 Kutsak este un asteroid din centura principală de asteroizi.

## Descriere
5218 Kutsak este un asteroid din centura principală de asteroizi. A fost descoperit pe 9 octombrie 1969 la Observatorul de Astrofizică din Crimeea de Bella Bournacheva. El prezintă o orbită caracterizată de o semiaxă mare de 2,35 ua, o excentricitate de 0,15 și o înclinație de 3,0° în raport cu ecliptica.